# Книга Епарха
Книга Епарха — збірник постанов Х ст. стосовно ремісничо-торгових корпорацій міста Константинополя, — дійшла до нашого часу в єдиному рукописі, що знаходиться в Женевській бібліотеці.
Книга Епарха належить до відомства епарха (градоначальника) і засвідчує той етап поєднання світської і церковної влади, що характерним був для цього періоду Візантії.